# Région-de-la-capitale (Nouveau-Brunswick)
Région-de-la-capitale est un district rural du Nouveau-Brunswick, situé dans le territoire de la commission de services régionaux de la Région-de-la-capitale. La municipalité a été constituée le 1er janvier 2023, à partir des districts de services locaux (DSL) de la paroisse de Blissville, de la paroisse de Burton, de la paroisse de Clarendon, de la paroisse de Maugerville, de Noonan et de Wirral-Enniskillen, ainsi que des parties des DSL de la paroisse de Bright, de la paroisse de Canning, de la paroisse de Chipman, de la paroisse de Douglas, de la paroisse de Dumfries, de la paroisse de Gladstone, de la paroisse de Manners Sutton, de la paroisse de New Maryland, de la paroisse de Northfield, de la paroisse de Prince-William, de Rusagonis-Waasis, de la paroisse de Saint Marys, de la paroisse de Sheffield, de la paroisse de Southampton, de la paroisse de Stanley et de la paroisse de Waterborough.

## Géographie
Son territoire compte 5 sections distinctes, regroupant les zones non constituées en municipalités des comtés de Queens, Sunbury et York.
| Numéro (non officiel) | Emplacement | Anciens DSL | Localités                                                                        |
| --------------------- | --- | ----------- | -------------------------------------------------------------------------------- |
| 1                     | Nord-ouest, entre Hartland, district rural de Vallée-de-l'Ouest, district rural de Grand Miramichi, Upper Miramichi, Nashwaak, Central York, Nackawic-Millville et Woodstock                                                                    |             | Barton, Cahill, County Line, Deersdale, Hayne, Maple Grove Station, Mavis Mills, |
| 2                     | Centre, entre Upper Miramichi, district rural de Grand Miramichi, Grand Lake Arcadia, district rural de Fundy, district rural du Sud-Ouest, Eastern Charlotte, Nackawic-Millville, Hanwell, Sunbury-York South, Oromocto, Fredericton, Nashwaak |             | Burton, BFC Gagetown, etc.                                                       |
| 3                     | Nord-est, entre le district rural de Kent, le district rural de Kings, Arcadia et Grand Lake |             | Inhabitée                                                                        |
| 4                     | Sud-ouest, entre Harvey et le district rural du Sud-Ouest |             | Inhabitée                                                                        |
| 5                     | Ouest, entre Nackawic-Millville, Harvey et le district rural du Sud-Ouest |             | Inhabitée                                                                        |

Elle comporte aussi deux enclaves: Fredericton Junction et Tracy.